# El Carro

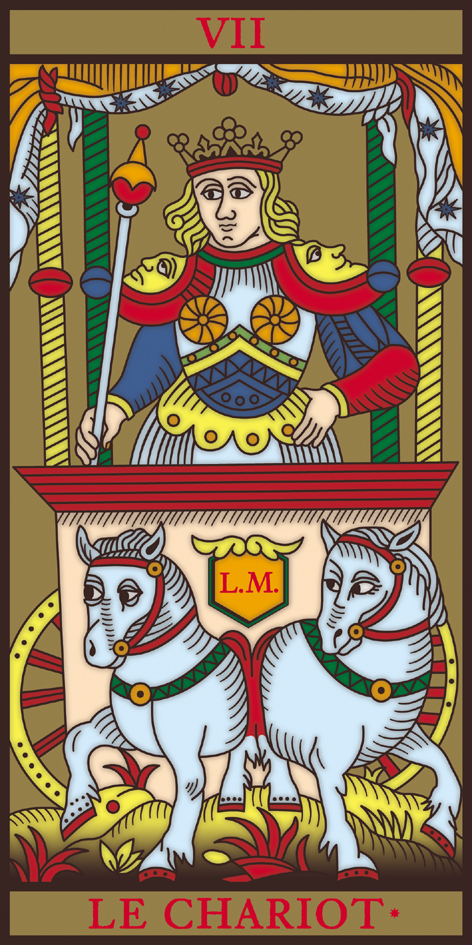
El Carro, el setè Arcà Major del Tarot de Marsella

El Carro (VII) és el setè trumfo o Arcà Major en les baralles de tarot i s'utilitza tant per als jocs populars de tarot com en la cartomància.

## Descripció
En el Tarot de Marsella, dos cavalls estiren el que sembla una caixa muntada sobre dues rodes i coberta per un baldaquí, en el seu interior, un home coronat i de cabells rossos porta un ceptre en la mà dreta. Els dos cavalls miren a l'esquerra (igual que l'home), però la seva disposició és tal que sembla que cada un vagi en una direcció diferent. No es veuen regnes ni cap altre mitjà per a guiar el vehicle. Del terra groc broten cinc plantes.
En atres models, com el Tarot Rider-Waite o el Tarot de Thoth, en lloc de cavalls, els animals que estiren el carro són esfinx.

## Interpretació
Segons Jodorowsky, el Carro es veu sovint com un “conqueridor de poderosa acció”, una sexualitat o acció triomfadora, que el converteixen en un arcà molt actiu i ple d’energia. Tot i així també avisa dels perills que pot amagar: imprudència i l’inflexibilitat del conqueridor, que no dubta de la licitud de la seva conquesta. Les plantes que creixen del terra també doten d'energia aquesta carta.
Per la seva banda, A. E. Waite explica, a La clau pictòrica del tarot, que el Carro porta a diverses associacions adivinatòries: èxit, providència; també guerra, triomf, presumpció, venjança o problemes. Per altra banda, si apareix invertit parlaria de motí, baralla, disputa, litigi o derrota.
El baldaquí d’estrelles sobre el cap de l’auriga pretén mostrar les "influències celestes" que es manifesten a través d'aquest arcà.
| Precedit per: L'Enamorat (VI) | Arcans majors del Tarot | Succeït per: La Justícia (VIII) |

El Carro (VII)
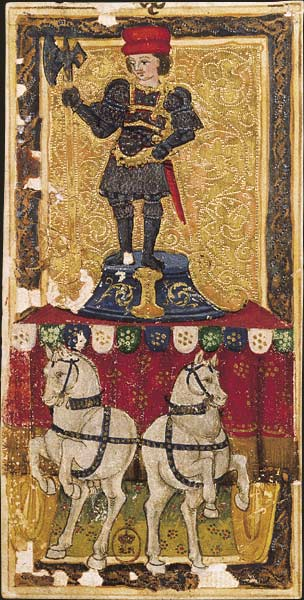
Baralla de Carles VI, segle XV.
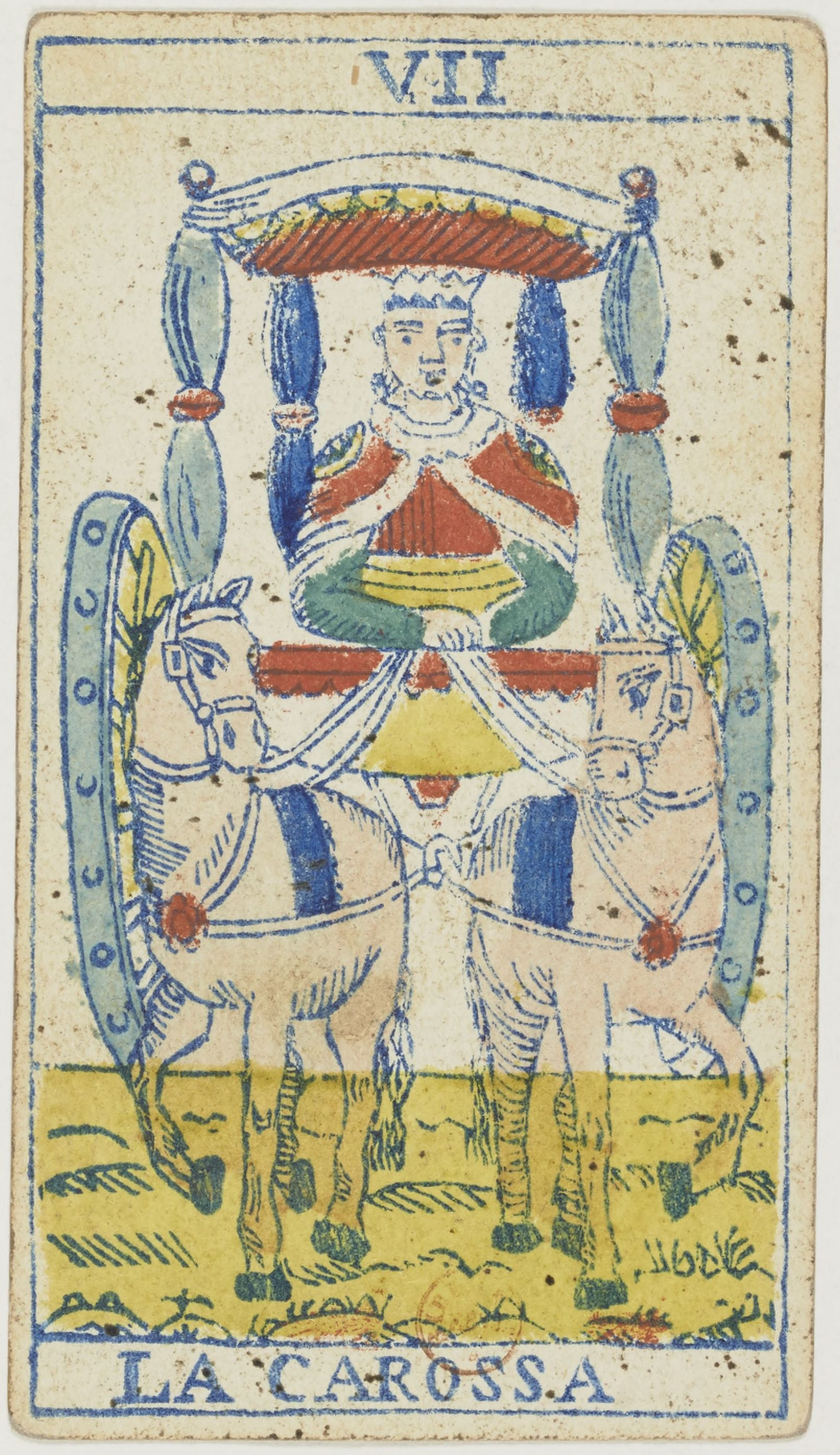
Tarot Piemontès, 1865.
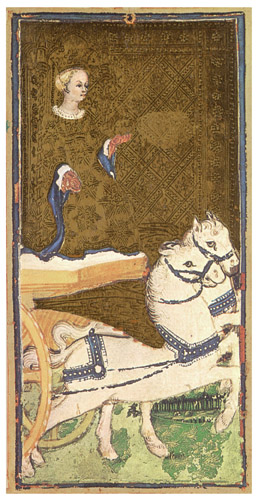
Tarot Visconti-Sforza, entre 1440 i 1470.
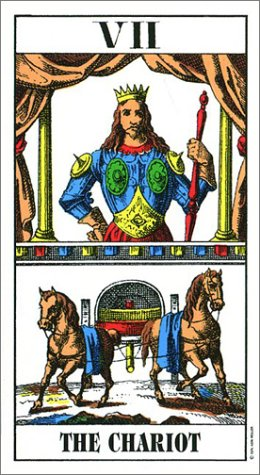
Tarot 1JJ, entre 1831 i 1838.
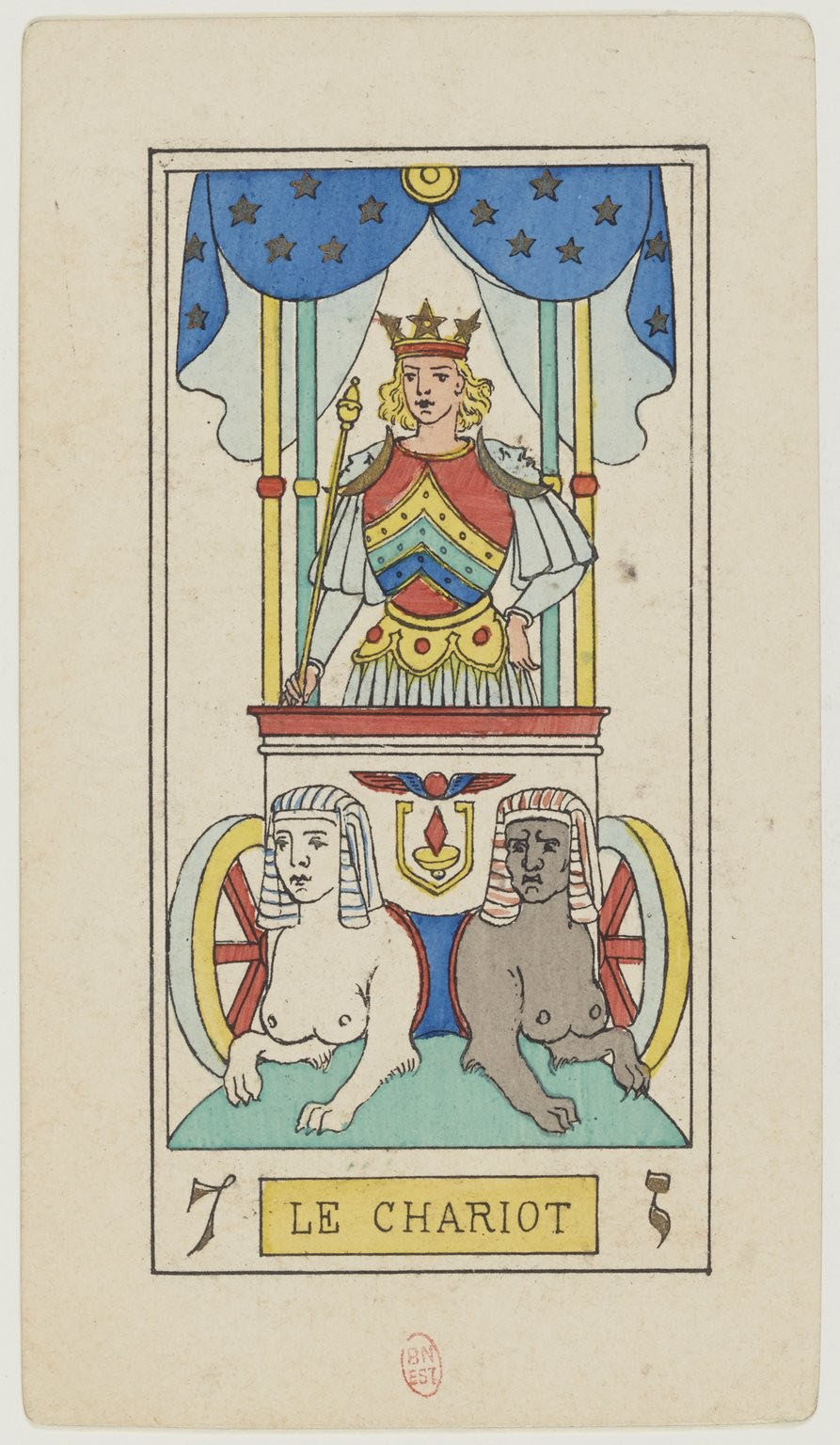
Tarot d'Oswald Wirth, 1889.
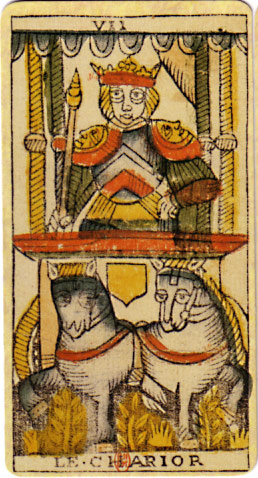
Tarot de Jean Dodal, entre 1701 i 1715.
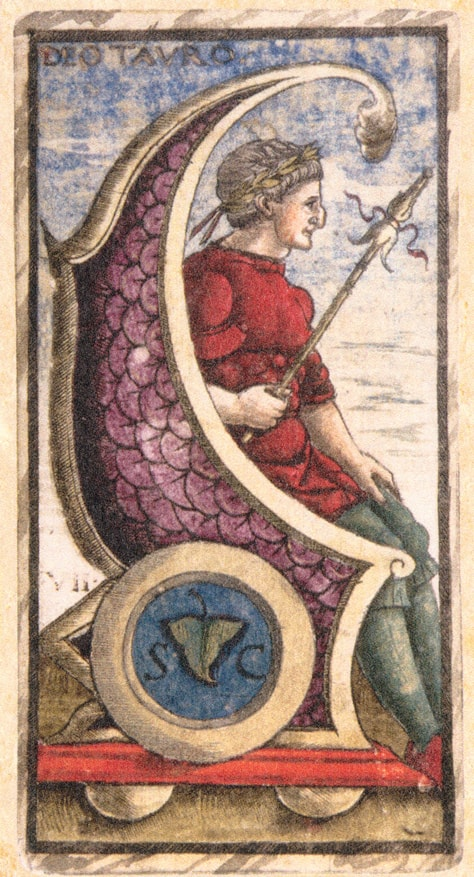
Tarot Sola Busca, 1491.
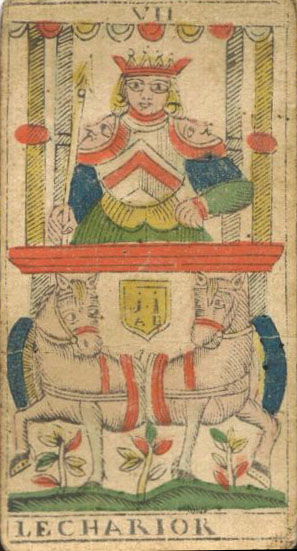
Tarot de Besançon, cap a 1820 –1830.
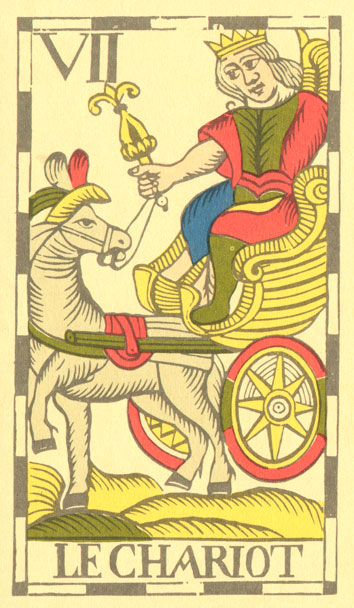
Tarot Flamand, 1780
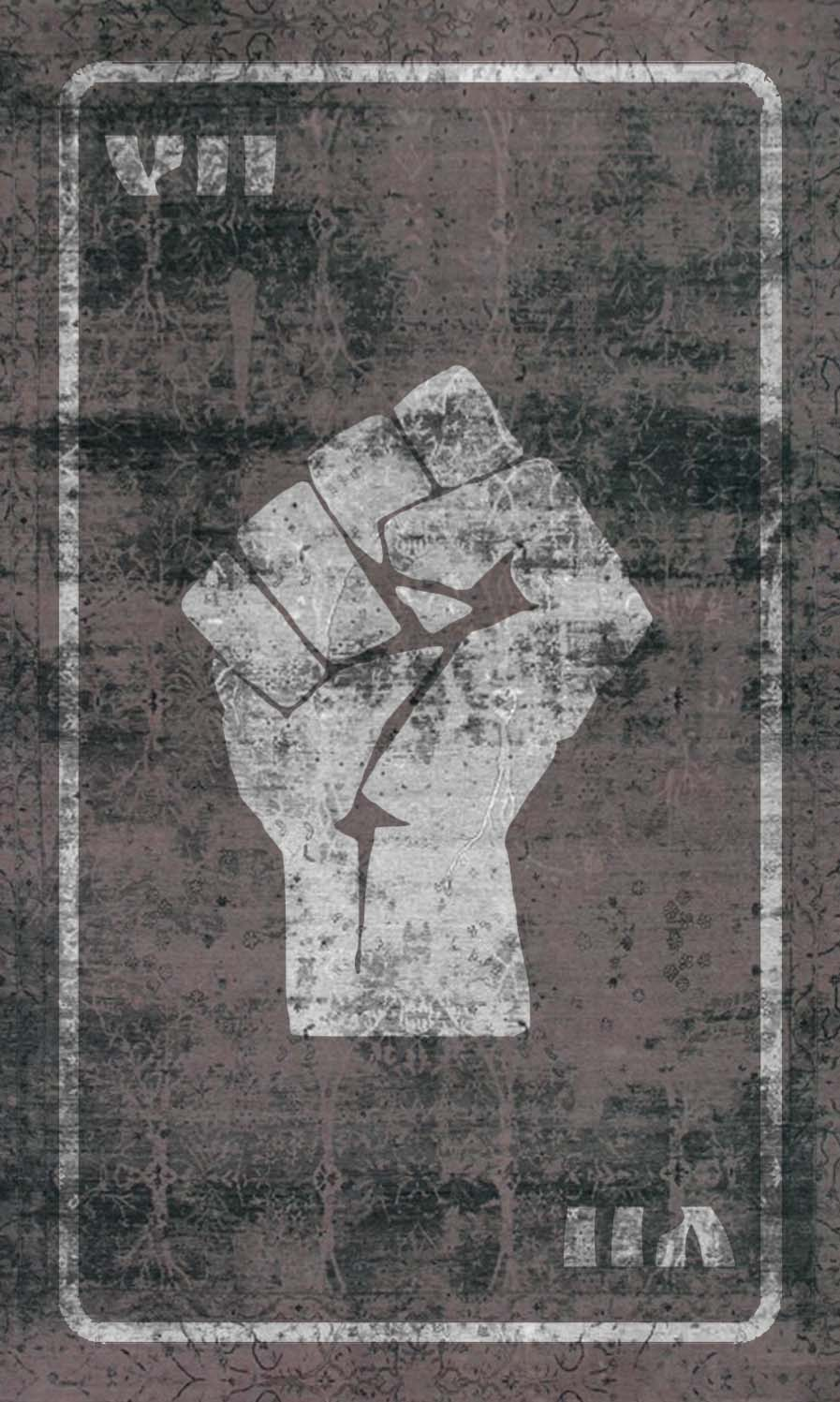
Tarot Satànic, 1996.
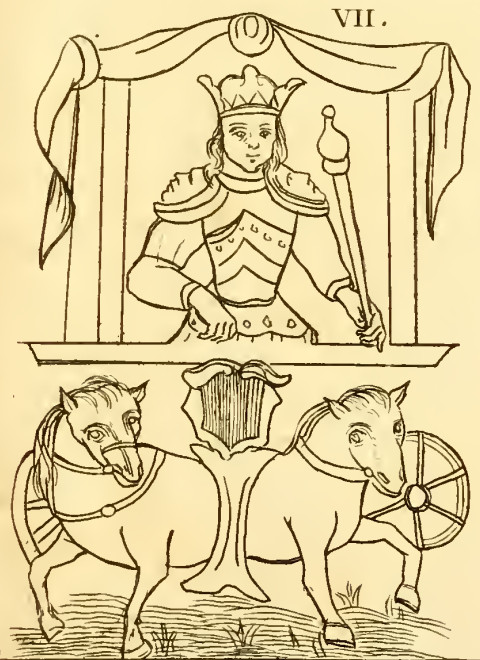
Disseny del trumfo del tarot d'Antoine Court de Gébelin per al seu assaig Du Jeu des Tarots, 1781.
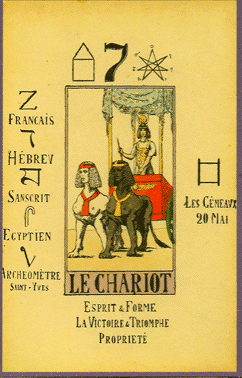
Disseny de l'arcà per al llibre de Papus Le Tarot Divinatoire. Le Livre des Mystères et les Mystères du Livre. Clef du tirage des cartes et des sorts. Avec la reconstitution complète des 78 lames du Tarot Égyptien et de la méthode d'interprétation. Les 22 arcanes majeurs et les 56 arcanes mineurs (1909).